# 尤妮丝·萨卡拉
尤妮丝·萨卡拉（英語：Eunice Sakala；2002年5月23日—），赞比亚女子足球运动员，司职守门员，目前效力于Nkwazi和赞比亚国家女子足球队。她曾代表赞比亚参加2024年夏季奥林匹克运动会女子足球比赛。